# إليزابيث إل. سيلفر
إليزابيث إل. سيلفر (بالإنجليزية: Elizabeth L. Silver) (1978، نيو أورلينز في الولايات المتحدة)؛ محامية وروائية أمريكية.